# Бедарева, Галина Гавриловна
Гали́на Гаври́ловна Бе́дарева (21 марта 1943 год, село Гальчин, Андрушёвский район, Житомирская область, Украинская ССР — 24 декабря 2009 год) — ткачиха Житомирского льнокомбината имени 60-летия Великой Октябрьской социалистической революции. Герой Социалистического Труда (1977). Депутат Верховного Совета СССР 10 и 11 созывов.

## Биография
Родилась 21 марта 1943 года в крестьянской семье в селе Гальчин (сегодня — Андрушёвский район Житомирской области). Окончив семилетнюю школу начала трудиться с 1956 года телятницей в местном колхозе «Победа» Андрушёвского района. Потом работала Житомирском заводе продовольственных товаров.
В 1966 году устроилась ученицей на Житомирский льнокомбинат. Закончив на льнокомбинате курсы, получила 5 разряд по специальности такчихи-жаккардистки. Освоила до автоматизма свою специальность. Через некоторое время работала на шести станках. Выступила инициатором социалистического соревнования «За пятилетку — десять годовых норм». 18 августа 1976 года завершила план двух пятилеток и к 1 ноября произвела 18,3 тысяч метров ткани. При плане 4 метра каждый час она выпускала 12 метров ткани.
В 1984 году была удостоена звания Героя Социалистического Труда «за достижение выдающихся успехов в повышении производительности труда, досрочное выполнение плановых заданий одиннадцатой пятилетки и принятых социалистических обязательств, большой творческий вклад в производство товаров народного потребления и улучшение их качества».
В 1965 году вступила в КПСС. Избиралась депутатом Верховного Совета СССР 11 созыва и делегатом XXVI съездов КПСС.

## Награды
- Герой Социалистического Труда — указом Президиума Верховного Совета СССР от 2 июня 1984 года
- Орден Ленина (дважды)
- Орден Трудового Красного Знамени